# Мюккянен, Томи
Томи Мюккянен (фин. Tomi Mykkänen, родился 18 сентября 1974 в Лаппеэнранте) — финский рок-музыкант, певец, лидер группы Battlelore с 2004 года.

## Биография
Занимался музыкой с детства, в 8 лет впервые услышал песни Iron Maiden с альбома The Number of the Beast, в 10 лет приобрёл акустическую гитару, а в 12 — электрическую (Randy Rhoads). С 15 лет выступал в группе Mr. Moonstruck, с которой исполнял кавер-версии Боба Дилана, Guns N' Roses, Van Halen и Masters of Reality. Через год сформулировал психоделик-рок-группу Mortal God, в которой был бас-гитаристом и гитаристом. Группа была популярна на андерграунд-сцене. Вскоре он основывает с Ярно Таскула группу Evemaster, а с 2004 года выступает в составе Battlelore (дебютировал во время турне Sword's Song). Параллельно выступает в группе Elephant Bell как гитарист.

## Дискография

### Battlelore
- 2005 - Third Age of the Sun
- 2007 - Evernight
- 2008 - The Last Alliance

### Evemaster
- 1996 - In Thine Majesty (Demo)
- 1998 - Lacrimae Mundi
- 2003 - Wither
- 2005 - MMIV Lacrimae Mundi
- 2010 - III

### Mortal God
- 1993 - Impurity (Demo)
- 1994 - Letting Moonlight Into You (Demo)

### Elephant Bell
- 2000 - Sunchaser (Demo)
- 2001 - Dreamwheel (Demo)
- 2005 - Electric Shoes (EP)
- 2005 - Painless (Demo)
- 2006 - The Year of the Elephant (DVD)